# Маяковский. Два дня
«Маяковский. Два дня» (2011/2013) — 8-серийный телевизионный художественный фильм (мини-сериал) режиссёров Дмитрия Томашпольского и Алёны Демьяненко о жизни поэта Владимира Маяковского.Телесериал был снят в 2011 году, но премьера состоялась спустя два года .

## Сюжет
Телесериал повествует о событиях двух последних дней жизни Владимира Маяковского. Параллельно, как всплывающие воспоминания-ассоциации, освещаются предыдущие годы его жизни и творчества.

## В ролях
Актерский состав сериала согласно Kino-teatr.ru
- Андрей Чернышов — Владимир Маяковский
- Дарья Досталь — Лиля Брик
- Карэн Бадалов — Осип Брик
- Дмитрий Нагиев — Давид Бурлюк
- Ксения Громова — Эльза Каган, сестра Лили
- Алиса Слепян — Ольга, сестра Владимира Маяковского
- Светлана Строгова — Людмила, сестра Владимира Маяковского
- Екатерина Толубеева — Александра Алексеевна, мать Владимира Маяковского
- Алексей Девотченко — Велимир Хлебников
- Владимир Кошевой — Василий Каменский
- Олег Фёдоров — Алексей Кручёных
- Евгений Титов — Сергей Есенин
- Елизавета Нилова — Мария Денисова
- Анжелина Карелина — Софья Шамардина
- Ольга Степанченко — Татьяна Яковлева
- Наталья Шамина — Вероника Полонская
- Екатерина Решетникова — Элли Джонс
- Лиза Кутузова — Патриция, дочка Владимира Маяковского и Элли Джонс
- Дмитрий Сутырин — Максим Горький
- Анна Алексахина — Мария Андреева, гражданская жена Горького
- Андрей Свяцкий — чекист, исполняющий романс
- Лев Елисеев — Милорадович, профессор Московского училища живописи
- Сергей Власов — Франц Шехтель
- Дмитрий Блажко — Лев Шехтель
- Екатерина Тарасова — Вера Шехтель
- Марина Солопченко — Наталья Тимофеевна Шехтель
- Мирослав Малич — Валерий Брюсов
- Анжелика Неволина — Иоанна Матвеевна, жена Брюсова
- Сергей Уманов — Валерий Игнатьевич Строев, председатель Одесского общества любителей поэзии
- Олег Андреев — Корней Чуковский
- Игорь Иванов — Станиславский
- Александр Барановский — Пастернак
- Кирилл Ульянов — Мейерхольд
- Ярослав Воронцов — Асеев
- Наталия Фиссон — Цветаева
- Светлана Свирко — Маруся Бурлюк
- Михаил Долгинин — Антон Ильич Лавровский
- Михаил Трясоруков — кинопродюсер Антик
- Юлия Хомутова — жена Антика
- Вадим Яковлев — Керженцев
- Сергей Барковский — Ленин
- Александр Плющ-Нежинский — Луначарский
- Михаил Елисеев — Краснощёков
- Наталия Варфоломеева — Луэлла Краснощёкова
- Василий Шевцов — Ефим Щаденко
- Андрей Мокеев — семейный сосед Маяковского по коммуналке
- Кира Крейлис-Петрова — бабушка на базаре
- Хельга Филиппова — Ида Хвасс
- Юлия Мельникова — Наталья Брюханенко
- Екатерина Унтилова — Лидия Мальцева
- Александр Баргман — Яков Агранов
- Максим Павленко — Семён Кирсанов
- Дмитрий Аверин — Кудряш, поэт
- Евгений Леонов-Гладышев — председатель РАПП
- Шерхан Абилов — работник торговли
- Аркадий Инин
- Владимир Маслаков
- Сергей Мардарь
- Вадим Сквирский — Шостакович